# 姚翰林
姚翰林（1985年4月16日—），中国足球运动员，司职中场。目前效力于武汉卓尔足球俱乐部。

## 职业生涯
职业生涯始于前武汉光谷1985年龄段梯队。2001年被俱乐部选派到英国斯托克港足球俱乐部留学。因表现良好，对方曾经发出将他引进的邀约；不过最终因故没有成行。2004年进入武汉光谷一线队开始参加中甲联赛并夺得该赛季冠军升入中超联赛。2005至2008四年间作为替补球员在中超比赛中一共出场37次。2008赛季，武汉光谷发生退赛事件并被足协取消俱乐部参赛资格。姚翰林于2009赛季以租借形式加盟武汉队前任主帅裴恩才带领的中超球队江苏舜天，并在该赛季作为重要成员联赛出场28次。2010年租借期满回归刚刚升入中甲联赛的湖北东方国旅。